# Strada europea E675
La strada europea E675 è una strada europea che collega Agigea a Negru Vodă. Come si evince dalla numerazione, si tratta di una strada di classe B posta nell'area delimitata a nord dalla E60, a sud dalla E70, ad ovest dalla E75 e ad est dalla E85.

## Percorso
La E675 è definita con i seguenti capisaldi di itinerario: "Agigea - Negru Vodă".